# Садовое (Краснознаменский район)
Садовое (до 1938 — Гросс Какшен (нем. Groß Kackschen), до 1946 — Биркенхайн (нем. Birkenhain)) — посёлок в Краснознаменском городском округе Калининградской области. Входил в состав Алексеевского сельского поселения.

## История
После Великой Отечественной войны в 1946 году населённый пункт Биркенхайн (до 1938 года — Гросс Какшен) был переименован в посёлок Садово.
Распоряжением Правительства Российской Федерации от 18.01.2020 года № 23-р посёлок Садово был переименован в посёлок Садовое.

## Население
| 1867 | 1885 | 1910 | 1933 | 1939 | 2002 | 2010 |
| ---- | ---- | ---- | ---- | ---- | ---- | ---- |
| 263  | ↗431 | ↘424 | ↗479 | ↘453 | ↘253 | ↗288 |